# Хикс, Бонни
Бонни Сьюзен Хикс (англ. Bonny Susan Hicks; род. 5 января 1968 года, Куала-Лумпур – ум. 19 декабря 1997 года, Палембанг) — сингапурская модель и писательница евро-азиатского происхождения. 
Получила известность в качестве модели, впоследствии стала признанным писателем, внёсшим значительный вклад в сингапурскую постколониальную литературу. Ее первая книга «Простите, Вы модель?» (англ. Excuse Me, Are You A Model?), считается важной вехой в литературной и культурной истории Сингапура. Среди других работ Хикс стоит отметить её вторую книгу «Обсуждение отвращения» (англ. Discuss Disgust). Также её перу принадлежат множество коротких рассказов и статей в СМИ — в том числе авторская колонка в одной из крупнейших ежедневных газет Сингапура, впоследствии закрытая из-за давления со стороны традиционалистов. 
Бонни Хикс погибла 19 декабря 1997 года в результате крушения самолёта Boeing 737 под индонезийским городом Палембанг. Смерть Хикс ещё больше увеличила интерес к её личности в СМИ — в частности, была издана книга американского и израильского писателя Таля Бен-Шахара «Небеса могут подождать: беседы с Бонни Хикс» (англ. Heaven Can Wait: Conversations with Bonny Hicks), получившая значительную популярность.
В течение всей своей жизни Бонни Хикс считалась спорной личностью, в частности, из-за её готовность открыто обсуждать человеческую сексуальность. Тем не менее, сингапурские литературоведы считают её произведения крайне важными для осмысления процессов, происходящих в современном сингапурском обществе.

## Внешние ссылки
- Официальный сайт Образовательного и учебного центра Бонни Хикс
- Отрывок из книги «Простите, Вы модель?»